# Спирковский залив
Спирковский залив — памятник природы регионального значения, представляет собой одноимённый залив реки Волга с прилегающей территорией. Располагается в Угличском районе Ярославской область недалеко от деревень Спирково, Налуцкое и Подол. Образован для защиты водных экосистем в 1993 году, профиль — комплексный (ландшафтный). Площадь памятника природы — 181,6 га.

## Описание и история
Является особо охраняемой природной территорией, здесь располагается волжская пойма, водно-болотное угодье с примыкающим участком смешанного леса и мелиоративными каналами. Имеется несколько разнородных растительных сообществ, разнообразие флоры находится на высоком уровне. Среди фауны водных и околоводных моллюсков и насекомых выделяются представители семейства плавунцов и водолюбов. В заиленных мелководьях отмечен вьюн, а в мелиоративных каналах — бобры. Ближе к выходу в русло Волги встречаются щука, лещ, окунь. Выявлено 29 видов птиц, включая живущих на высокотравных лугах (коростель), околоводные виды (крачка чёрная и крачка речная), а также виды, предпочитающие сосняки, например, пеночка-трещотка. Находятся местообитания редких и исчезающих видов, в том числе включенных в Красную Книгу Ярославской области.
Спирковский залив является одним из нерестовых участков, расположенных на водоемах Ярославской области, на которых запрещена рыбная ловля с 15 апреля по 15 июня.

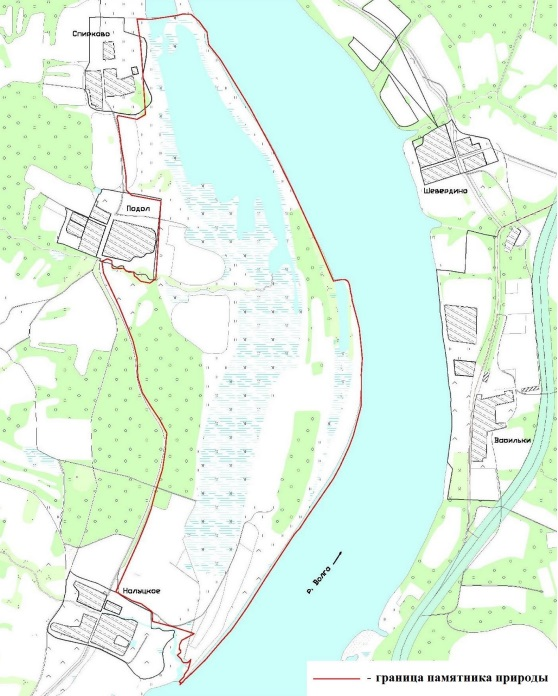
Схема границ памятника природы «Спирковский залив».

Территория памятника природы площадью 181,6 га расположена в пределах Восточно-Европейской равнины, в Смоленско-Приуральском экорегионе зоны хвойно-широколиственных лесов, в ландшафте волжских пойм в региональном комплексе волжской долины, с серогумусовыми почвами. Представлены лесная, луговая, болотная и водная экосистемы. Основную площадь памятника природы занимает субгоризонтальная мелкобугристая волжская пойма, супесчано-суглинистая, с редкими террасными останцами, входящая в зону сработки Рыбинского водохранилища. Поверхность поймы нарушена дамбами и каналами. Вдоль западной границы памятника природы входит пологий склон первой волжской террасы, песчаной, примыкающий к пойме. Акватория залива Рыбинского водохранилища на пойме Волги, именуемого Спирковским заливом, заполняет низменную центральную часть поймы с минимальными высотами, отделенную от основного русла Волги валом (частично искусственным) высотой до 2 м. В почвенном покрове представлены пойменные почвы серогумусовые, агросерогумусовые, гумусово-глеевые, торфяно-глеевые, на более высоких уровнях дерново-подзолы.
Спирковский залив реки Волга включает бывшую старицу небольшой площади и низменную пойму, площадь водного зеркала меняется от 2,5 га до 25 га в зависимости от уровня водохранилища. Глубина при максимальном уровне водохранилища до 3 м, средняя 1,5 м. При минимальном уровне большая часть залива лишена воды. В южной части памятника природы на пойме сохранились два протяженных канала шириной 10 м между бровками, достигающие дамбы в середине поймы. Гидротехнические дамбы и каналы не функционируют.
В западной части памятника природы расположен массив соснового леса (0,8 км длинной и 0,15-0,3 км шириной). На всём его протяжении обычен подрост из берёзы пушистой, рябины обыкновенной, лесной жимолости, калины обыкновенной и бузины красной. Многочисленны кустики черники и брусники, частота встречаемости которых уменьшается к северной части сосняка. В травяном ярусе отмечены вейник тростниковый, ландыш майский, щитовник шартский, колокольчик персиколистный, кислица обыкновенная и др. На стволах деревьев немногочисленны лишайники: гипогимния вздутая, фликтис серебристый и др. Напочвенный моховой покров сложен плеуроциумом Шребера, дикранумами. На границе сосняка и луга произрастают черёмуха обыкновенная, малина, а также гвоздика травянка, крестовник Якова, ястребиночка Вайланта и краснокнижная любка двулистная.
К северу от соснового массива находится луг, к западу с элементами суходола, к востоку — низинный. Для суходольной части луга характерны редкий травостой злаков (ежа сборная, овсяница луговая, полевица тонкая) с небольшими скоплениями горной манжетки и редкими деревцами сосны обыкновенной и берёзы пушистой. Низинная часть луга покрыта сомкнутым травостоем злаков и осок (тимофеевка луговая, лисохвост луговой, щучка дернистая, мятлик обыкновенный, осока острая), здесь также отмечены горошек заборный, борщевик сибирский, гравилат городской и др. По границе суходольной и низинной частей луга отмечены несколько куртин инвазивных для данной местности видов овсяницы тростниковой и козлятника восточного.
Центральную часть памятника природы занимают заливаемые луга перемежающихся зарослей вейника с сообществами осоки острой и манника большого и отдельными кустами ивы серой. В непересохших понижениях встречаются водяная звёздочка, ежеголовник, рогоз. Здесь произрастают редкие орхидеи — пальчатокоренник Фукса и тайник овалолистный. К востоку от заливных лугов уровень земли поднимается, и происходит смена растительного покрова. Здесь находится сравнительно большой по площади луг, сложенный инвазивным видом овсяницей тростниковой. Большие участки луга заняты и обычным разнотравьем (овсяница луговая, хвощ полевой и др.), в котором выделяются куртинки пупавки красильной и полосы звездчатки пушисточашечковой.
Присутствуют также объекты культурного наследия. Территория памятника природы «Спирковский залив» относится к Ниноровскому сельскому округу Отрадновского сельского поселения.
Учрежден Малым советом Ярославского областного совета народных депутатов в 1993 году. Постановлением главы Угличского муниципального округа Ярославской области от 07.07.2005 утверждена особо охраняемая природная территория. Режим охраны уточнен в 2017 году (затем предложен новый проект изменений режима охраны). В 2019 году на территории памятника природы были выявлены нарушения: обнаружены дорога со следами движения транспорта, несанкционированная свалка, спил деревьев, а также труба, которая может использоваться для слива вод. В 2020 году опубликован проект преобразования памятника природы в «Пойменно-террасный комплекс Спирковского залива».